# Liste des planètes mineures (627001-628000)
Voici la liste des planètes mineures numérotées de 627001 à 628000. Les planètes mineures sont numérotées lorsque leur orbite est confirmée, ce qui peut parfois se produire longtemps après leur découverte. Elles sont classées ici par leur numéro.

## Planètes mineures 627001 à 628000
- (627001) 2008 DL69
- (627002) 2008 DK90
- (627003) 2008 DA91
- (627004) 2008 DN93
- (627005) 2008 EF3
- (627006) 2008 EE4
- (627007) 2008 ED9
- (627008) 2008 ER13
- (627009) 2008 EU17
- (627010) 2008 EE30
- (627011) 2008 EJ40
- (627012) 2008 EO45
- (627013) 2008 ES50
- (627014) 2008 EC54
- (627015) 2008 EN62
- (627016) 2008 EU62
- (627017) 2008 EE63
- (627018) 2008 EF63
- (627019) 2008 EK63
- (627020) 2008 EL65
- (627021) 2008 ES72
- (627022) 2008 EO95
- (627023) 2008 EL104
- (627024) 2008 EK106
- (627025) 2008 EV106
- (627026) 2008 EO124
- (627027) 2008 ER125
- (627028) 2008 EG131
- (627029) 2008 EH143
- (627030) Ciobanu
- (627031) 2008 EM162
- (627032) 2008 EO163
- (627033) 2008 EH164
- (627034) 2008 ES173
- (627035) 2008 EZ173
- (627036) 2008 EJ176
- (627037) 2008 EM177
- (627038) 2008 EO177
- (627039) 2008 EF178
- (627040) 2008 EM182
- (627041) 2008 EC186
- (627042) 2008 EC188
- (627043) 2008 EJ188
- (627044) 2008 EA191
- (627045) 2008 EJ193
- (627046) 2008 ER193
- (627047) 2008 FF9
- (627048) 2008 FF11
- (627049) 2008 FU16
- (627050) 2008 FW24
- (627051) 2008 FL25
- (627052) 2008 FP36
- (627053) 2008 FH39
- (627054) 2008 FO45
- (627055) 2008 FO73
- (627056) 2008 FT80
- (627057) 2008 FU81
- (627058) 2008 FM87
- (627059) 2008 FM96
- (627060) 2008 FD99
- (627061) 2008 FV103
- (627062) 2008 FZ109
- (627063) 2008 FY122
- (627064) 2008 FG135
- (627065) 2008 FZ138
- (627066) 2008 FC139
- (627067) 2008 FP139
- (627068) 2008 FC140
- (627069) 2008 FJ140
- (627070) 2008 FD141
- (627071) 2008 FC142
- (627072) 2008 FO142
- (627073) 2008 FQ142
- (627074) 2008 FV143
- (627075) 2008 FL144
- (627076) 2008 FJ145
- (627077) 2008 FC147
- (627078) 2008 FS147
- (627079) 2008 FC149
- (627080) 2008 GA3
- (627081) 2008 GO5
- (627082) 2008 GM12
- (627083) 2008 GO13
- (627084) 2008 GK35
- (627085) 2008 GC36
- (627086) 2008 GL40
- (627087) 2008 GO53
- (627088) 2008 GN64
- (627089) 2008 GX80
- (627090) 2008 GU81
- (627091) 2008 GA133
- (627092) 2008 GR144
- (627093) 2008 GO150
- (627094) 2008 GQ151
- (627095) 2008 GA154
- (627096) 2008 GB154
- (627097) 2008 GW155
- (627098) 2008 GT157
- (627099) 2008 GR158
- (627100) 2008 GV160
- (627101) 2008 GG161
- (627102) 2008 GW161
- (627103) 2008 GG162
- (627104) 2008 GC166
- (627105) 2008 GY169
- (627106) 2008 HC6
- (627107) 2008 HD7
- (627108) 2008 HW13
- (627109) 2008 HC17
- (627110) 2008 HG25
- (627111) 2008 HP26
- (627112) 2008 HX31
- (627113) 2008 HE32
- (627114) 2008 HU37
- (627115) 2008 HQ41
- (627116) 2008 HR46
- (627117) 2008 HZ53
- (627118) 2008 HU67
- (627119) 2008 HM71
- (627120) 2008 HU71
- (627121) 2008 HK72
- (627122) 2008 HY72
- (627123) 2008 HF73
- (627124) 2008 HR74
- (627125) 2008 HN76
- (627126) 2008 JE6
- (627127) 2008 JH11
- (627128) 2008 JQ31
- (627129) 2008 JD34
- (627130) 2008 JM42
- (627131) 2008 JA43
- (627132) 2008 JZ45
- (627133) 2008 JA46
- (627134) 2008 JM48
- (627135) 2008 JB50
- (627136) 2008 JC50
- (627137) 2008 JP50
- (627138) 2008 JS50
- (627139) 2008 JO51
- (627140) 2008 JW53
- (627141) 2008 KY8
- (627142) 2008 KD11
- (627143) 2008 KC21
- (627144) 2008 KR28
- (627145) 2008 KX28
- (627146) 2008 KP32
- (627147) 2008 KP46
- (627148) 2008 KG47
- (627149) 2008 LC1
- (627150) 2008 LR6
- (627151) 2008 LC9
- (627152) 2008 LG10
- (627153) 2008 LH15
- (627154) 2008 LG19
- (627155) 2008 LM20
- (627156) 2008 LO20
- (627157) 2008 OX1
- (627158) 2008 OQ4
- (627159) 2008 OU17
- (627160) 2008 OF18
- (627161) 2008 OH31
- (627162) 2008 OV31
- (627163) 2008 ON32
- (627164) 2008 PE7
- (627165) 2008 PA12
- (627166) 2008 PG13
- (627167) 2008 PF14
- (627168) 2008 PH19
- (627169) 2008 QS2
- (627170) 2008 QK9
- (627171) 2008 QS23
- (627172) 2008 QF36
- (627173) 2008 QX48
- (627174) 2008 QH50
- (627175) 2008 RG2
- (627176) 2008 RH2
- (627177) 2008 RJ14
- (627178) 2008 RO30
- (627179) 2008 RF40
- (627180) 2008 RF45
- (627181) 2008 RQ48
- (627182) 2008 RU52
- (627183) 2008 RL59
- (627184) 2008 RB70
- (627185) 2008 RT75
- (627186) 2008 RA77
- (627187) 2008 RR80
- (627188) 2008 RY81
- (627189) 2008 RV105
- (627190) 2008 RB119
- (627191) 2008 RG120
- (627192) 2008 RF121
- (627193) 2008 RD124
- (627194) 2008 RA127
- (627195) 2008 RQ135
- (627196) 2008 RC141
- (627197) 2008 RX143
- (627198) 2008 RC144
- (627199) 2008 RP146
- (627200) 2008 RN148
- (627201) 2008 RM151
- (627202) 2008 RO152
- (627203) 2008 RX153
- (627204) 2008 RH156
- (627205) 2008 RG157
- (627206) 2008 RS161
- (627207) 2008 RF164
- (627208) 2008 RH165
- (627209) 2008 RQ167
- (627210) 2008 RK169
- (627211) 2008 RV170
- (627212) 2008 RG175
- (627213) 2008 SP2
- (627214) 2008 SZ19
- (627215) 2008 SE32
- (627216) 2008 SO37
- (627217) 2008 SD41
- (627218) 2008 SN46
- (627219) 2008 SW48
- (627220) 2008 ST56
- (627221) 2008 SQ63
- (627222) 2008 SD65
- (627223) 2008 SX72
- (627224) 2008 SC74
- (627225) 2008 SH78
- (627226) 2008 SQ78
- (627227) 2008 SB81
- (627228) 2008 SW82
- (627229) 2008 SX86
- (627230) 2008 SK95
- (627231) 2008 SJ103
- (627232) 2008 SJ105
- (627233) 2008 ST108
- (627234) 2008 SN110
- (627235) 2008 SS111
- (627236) 2008 ST113
- (627237) 2008 SP118
- (627238) 2008 SS129
- (627239) 2008 SF132
- (627240) 2008 ST134
- (627241) 2008 SG138
- (627242) 2008 ST138
- (627243) 2008 SH140
- (627244) 2008 SN146
- (627245) 2008 SK147
- (627246) 2008 SU147
- (627247) 2008 SL148
- (627248) 2008 SW153
- (627249) 2008 SV170
- (627250) 2008 SO206
- (627251) 2008 SB211
- (627252) 2008 ST220
- (627253) 2008 SD225
- (627254) 2008 SF225
- (627255) 2008 SS225
- (627256) 2008 SF228
- (627257) 2008 SF231
- (627258) 2008 SK242
- (627259) 2008 SC246
- (627260) 2008 SQ249
- (627261) 2008 SY257
- (627262) 2008 SV259
- (627263) 2008 SF261
- (627264) 2008 SC264
- (627265) 2008 SW270
- (627266) 2008 SB274
- (627267) 2008 SZ274
- (627268) 2008 SN275
- (627269) 2008 SC276
- (627270) 2008 SY277
- (627271) 2008 SK280
- (627272) 2008 SS281
- (627273) 2008 SH287
- (627274) 2008 SU290
- (627275) 2008 SQ297
- (627276) 2008 SD307
- (627277) 2008 SR313
- (627278) 2008 SJ318
- (627279) 2008 SR322
- (627280) 2008 SV324
- (627281) 2008 SC326
- (627282) 2008 SK326
- (627283) 2008 SS332
- (627284) 2008 SQ336
- (627285) 2008 SO337
- (627286) 2008 SX338
- (627287) 2008 SW343
- (627288) 2008 SD344
- (627289) 2008 SV347
- (627290) 2008 SF351
- (627291) 2008 SB353
- (627292) 2008 TY
- (627293) 2008 TH7
- (627294) 2008 TM13
- (627295) 2008 TB17
- (627296) 2008 TX28
- (627297) 2008 TX29
- (627298) 2008 TD35
- (627299) 2008 TM38
- (627300) 2008 TL40
- (627301) 2008 TX40
- (627302) 2008 TH41
- (627303) 2008 TM41
- (627304) 2008 TD42
- (627305) 2008 TB44
- (627306) 2008 TQ44
- (627307) 2008 TJ54
- (627308) 2008 TP59
- (627309) 2008 TS59
- (627310) 2008 TC65
- (627311) 2008 TW81
- (627312) 2008 TO83
- (627313) 2008 TG84
- (627314) 2008 TN84
- (627315) 2008 TB90
- (627316) 2008 TJ96
- (627317) 2008 TS101
- (627318) 2008 TV112
- (627319) 2008 TR114
- (627320) 2008 TV114
- (627321) 2008 TM117
- (627322) 2008 TZ137
- (627323) 2008 TA138
- (627324) 2008 TP139
- (627325) 2008 TF143
- (627326) 2008 TJ146
- (627327) 2008 TY146
- (627328) 2008 TB153
- (627329) 2008 TN153
- (627330) 2008 TY154
- (627331) 2008 TK156
- (627332) 2008 TM164
- (627333) 2008 TJ168
- (627334) 2008 TY168
- (627335) 2008 TU173
- (627336) 2008 TU187
- (627337) 2008 TV192
- (627338) 2008 TA194
- (627339) 2008 TV204
- (627340) 2008 TY209
- (627341) 2008 TW211
- (627342) 2008 TB213
- (627343) 2008 TT214
- (627344) 2008 TE215
- (627345) 2008 TG218
- (627346) 2008 TS218
- (627347) 2008 TN220
- (627348) 2008 TQ220
- (627349) 2008 TW224
- (627350) 2008 UN1
- (627351) 2008 UW8
- (627352) 2008 UO12
- (627353) 2008 UC26
- (627354) 2008 UD28
- (627355) 2008 UM41
- (627356) 2008 UD43
- (627357) 2008 UK45
- (627358) 2008 UV49
- (627359) 2008 UX49
- (627360) 2008 UK63
- (627361) 2008 UY65
- (627362) 2008 UL87
- (627363) 2008 UR89
- (627364) 2008 UG91
- (627365) 2008 UL101
- (627366) 2008 UF104
- (627367) 2008 UY104
- (627368) 2008 UZ106
- (627369) 2008 UV107
- (627370) 2008 UF113
- (627371) 2008 UK117
- (627372) 2008 UH120
- (627373) 2008 UG127
- (627374) 2008 UW130
- (627375) 2008 UH131
- (627376) 2008 UG135
- (627377) 2008 UQ139
- (627378) 2008 UE150
- (627379) 2008 UJ151
- (627380) 2008 UB152
- (627381) 2008 UD157
- (627382) 2008 US161
- (627383) 2008 UN164
- (627384) 2008 UG165
- (627385) 2008 UU166
- (627386) 2008 UT169
- (627387) 2008 UO175
- (627388) 2008 UT175
- (627389) 2008 UZ186
- (627390) 2008 US190
- (627391) 2008 UW209
- (627392) 2008 UK217
- (627393) 2008 UZ224
- (627394) 2008 UN227
- (627395) 2008 UE230
- (627396) 2008 UP234
- (627397) 2008 UJ237
- (627398) 2008 UT245
- (627399) 2008 UN246
- (627400) 2008 UM248
- (627401) 2008 UU259
- (627402) 2008 UD260
- (627403) 2008 UP263
- (627404) 2008 UB268
- (627405) 2008 US274
- (627406) 2008 UZ278
- (627407) 2008 UF284
- (627408) 2008 US286
- (627409) 2008 UC287
- (627410) 2008 UQ287
- (627411) 2008 UM294
- (627412) 2008 UP308
- (627413) 2008 UU317
- (627414) 2008 UO321
- (627415) 2008 UQ329
- (627416) 2008 UJ330
- (627417) 2008 UT334
- (627418) 2008 UY334
- (627419) 2008 UG336
- (627420) 2008 UR346
- (627421) 2008 UD347
- (627422) 2008 UV350
- (627423) 2008 UO352
- (627424) 2008 UQ357
- (627425) 2008 UY357
- (627426) 2008 UF362
- (627427) 2008 US374
- (627428) 2008 UX374
- (627429) 2008 UD375
- (627430) 2008 UT375
- (627431) 2008 UV380
- (627432) 2008 UR381
- (627433) 2008 UB387
- (627434) 2008 UK387
- (627435) Mircearusu
- (627436) 2008 UB388
- (627437) 2008 UP388
- (627438) 2008 UW388
- (627439) 2008 UX394
- (627440) 2008 UV399
- (627441) 2008 UC400
- (627442) 2008 UD403
- (627443) 2008 UA406
- (627444) 2008 UB406
- (627445) 2008 UC407
- (627446) 2008 UL408
- (627447) 2008 UO408
- (627448) 2008 UL412
- (627449) 2008 UL418
- (627450) 2008 VD8
- (627451) 2008 VQ11
- (627452) 2008 VY11
- (627453) 2008 VO13
- (627454) 2008 VS15
- (627455) 2008 VA16
- (627456) 2008 VB16
- (627457) 2008 VE18
- (627458) 2008 VV20
- (627459) 2008 VZ24
- (627460) 2008 VJ25
- (627461) 2008 VT25
- (627462) 2008 VE41
- (627463) 2008 VQ43
- (627464) 2008 VU50
- (627465) 2008 VX50
- (627466) 2008 VY58
- (627467) 2008 VR74
- (627468) 2008 VV74
- (627469) 2008 VE78
- (627470) 2008 VM80
- (627471) 2008 VK84
- (627472) 2008 VM85
- (627473) 2008 VQ86
- (627474) 2008 VA87
- (627475) 2008 VY87
- (627476) 2008 VP89
- (627477) 2008 VC92
- (627478) 2008 VS95
- (627479) 2008 VC97
- (627480) 2008 VD97
- (627481) 2008 VJ99
- (627482) 2008 VL100
- (627483) 2008 WK5
- (627484) 2008 WD6
- (627485) 2008 WO14
- (627486) 2008 WQ19
- (627487) 2008 WQ20
- (627488) 2008 WT20
- (627489) 2008 WK22
- (627490) 2008 WJ28
- (627491) 2008 WR37
- (627492) 2008 WA38
- (627493) 2008 WB45
- (627494) 2008 WQ47
- (627495) 2008 WE53
- (627496) 2008 WO56
- (627497) 2008 WZ56
- (627498) 2008 WY57
- (627499) 2008 WM65
- (627500) 2008 WO68
- (627501) 2008 WY71
- (627502) 2008 WL74
- (627503) 2008 WX78
- (627504) 2008 WB86
- (627505) 2008 WP91
- (627506) 2008 WP99
- (627507) 2008 WV110
- (627508) 2008 WM111
- (627509) 2008 WG115
- (627510) 2008 WS120
- (627511) 2008 WH128
- (627512) 2008 WY130
- (627513) 2008 WD132
- (627514) 2008 WV132
- (627515) 2008 WL137
- (627516) 2008 WX150
- (627517) 2008 WS151
- (627518) 2008 WD153
- (627519) 2008 WV153
- (627520) Corbey
- (627521) 2008 WJ157
- (627522) 2008 WO158
- (627523) 2008 XE2
- (627524) 2008 XL2
- (627525) 2008 XD6
- (627526) 2008 XC7
- (627527) 2008 XK12
- (627528) 2008 XP12
- (627529) 2008 XK14
- (627530) 2008 XF23
- (627531) 2008 XS34
- (627532) 2008 XQ35
- (627533) 2008 XW36
- (627534) 2008 XY37
- (627535) 2008 XT42
- (627536) 2008 XL47
- (627537) 2008 XM56
- (627538) 2008 XP58
- (627539) 2008 XF59
- (627540) 2008 XT59
- (627541) 2008 XU61
- (627542) 2008 XB62
- (627543) 2008 XD62
- (627544) 2008 XA63
- (627545) 2008 YC1
- (627546) 2008 YU10
- (627547) 2008 YD25
- (627548) 2008 YE39
- (627549) 2008 YF46
- (627550) 2008 YF58
- (627551) 2008 YF68
- (627552) 2008 YK68
- (627553) 2008 YU74
- (627554) 2008 YD83
- (627555) 2008 YQ87
- (627556) 2008 YE94
- (627557) 2008 YK99
- (627558) 2008 YN99
- (627559) 2008 YL102
- (627560) 2008 YD108
- (627561) 2008 YY110
- (627562) 2008 YT115
- (627563) 2008 YN117
- (627564) 2008 YE126
- (627565) 2008 YY128
- (627566) 2008 YV144
- (627567) 2008 YT151
- (627568) 2008 YJ156
- (627569) 2008 YW163
- (627570) 2008 YH166
- (627571) 2008 YN171
- (627572) 2008 YJ173
- (627573) 2008 YC178
- (627574) 2008 YH179
- (627575) 2008 YW181
- (627576) 2008 YO185
- (627577) 2008 YY185
- (627578) 2008 YS187
- (627579) 2008 YA188
- (627580) 2008 YP188
- (627581) 2008 YF189
- (627582) 2008 YW189
- (627583) 2008 YC190
- (627584) 2008 YR190
- (627585) 2008 YZ190
- (627586) 2008 YV193
- (627587) 2009 AE5
- (627588) 2009 AT28
- (627589) 2009 AQ42
- (627590) 2009 AE53
- (627591) 2009 BJ22
- (627592) 2009 BO40
- (627593) 2009 BF50
- (627594) 2009 BF64
- (627595) 2009 BZ66
- (627596) 2009 BP71
- (627597) 2009 BL73
- (627598) 2009 BD90
- (627599) 2009 BV109
- (627600) 2009 BJ110
- (627601) 2009 BT118
- (627602) 2009 BQ121
- (627603) 2009 BB135
- (627604) 2009 BJ135
- (627605) 2009 BR155
- (627606) 2009 BZ160
- (627607) 2009 BV168
- (627608) 2009 BZ180
- (627609) 2009 BC185
- (627610) 2009 BG197
- (627611) 2009 BC199
- (627612) 2009 BT203
- (627613) 2009 BX203
- (627614) 2009 BF205
- (627615) 2009 BZ205
- (627616) 2009 BG211
- (627617) 2009 CR8
- (627618) 2009 CP26
- (627619) 2009 CX72
- (627620) 2009 CR76
- (627621) 2009 DH25
- (627622) 2009 DK26
- (627623) 2009 DR29
- (627624) 2009 DE32
- (627625) 2009 DA37
- (627626) 2009 DD67
- (627627) 2009 DU71
- (627628) 2009 DB98
- (627629) 2009 DR148
- (627630) 2009 DV150
- (627631) 2009 DC155
- (627632) 2009 EG9
- (627633) 2009 EP13
- (627634) 2009 EZ13
- (627635) 2009 EH26
- (627636) 2009 EM31
- (627637) 2009 EB33
- (627638) 2009 ES33
- (627639) 2009 ET34
- (627640) 2009 EU34
- (627641) 2009 EY35
- (627642) 2009 FX84
- (627643) 2009 FM89
- (627644) 2009 HJ93
- (627645) 2009 HG112
- (627646) 2009 HS119
- (627647) 2009 JT
- (627648) 2009 JL13
- (627649) 2009 JB18
- (627650) 2009 LF4
- (627651) 2009 LM7
- (627652) 2009 QG18
- (627653) 2009 QD42
- (627654) 2009 QV43
- (627655) 2009 RO38
- (627656) 2009 RK58
- (627657) 2009 RG79
- (627658) 2009 SD23
- (627659) 2009 SP23
- (627660) 2009 SP28
- (627661) 2009 SP62
- (627662) 2009 SW118
- (627663) 2009 SL167
- (627664) 2009 SE194
- (627665) 2009 SL263
- (627666) 2009 SZ270
- (627667) 2009 SQ294
- (627668) 2009 SM301
- (627669) 2009 SV317
- (627670) 2009 SQ322
- (627671) 2009 SZ362
- (627672) 2009 SV383
- (627673) 2009 SB391
- (627674) 2009 SE393
- (627675) 2009 SJ394
- (627676) 2009 TD15
- (627677) 2009 TK31
- (627678) 2009 TT50
- (627679) 2009 TW51
- (627680) 2009 TM54
- (627681) 2009 UW42
- (627682) 2009 UL84
- (627683) 2009 UM120
- (627684) 2009 UC122
- (627685) 2009 UF170
- (627686) 2009 UO174
- (627687) 2009 VK29
- (627688) 2009 VH32
- (627689) 2009 VY33
- (627690) 2009 VA71
- (627691) 2009 VE105
- (627692) 2009 VF115
- (627693) 2009 VG117
- (627694) 2009 VM120
- (627695) 2009 VD123
- (627696) 2009 VS125
- (627697) 2009 WS14
- (627698) 2009 WG41
- (627699) 2009 WJ49
- (627700) 2009 WS114
- (627701) 2009 WJ120
- (627702) 2009 WX121
- (627703) 2009 WR174
- (627704) 2009 WT176
- (627705) 2009 WM252
- (627706) 2009 WH264
- (627707) 2009 WQ279
- (627708) 2010 AD141
- (627709) 2010 AE163
- (627710) 2010 CN103
- (627711) 2010 DT98
- (627712) 2010 DF109
- (627713) 2010 EN139
- (627714) 2010 FJ18
- (627715) 2010 FG20
- (627716) 2010 GE107
- (627717) 2010 GC200
- (627718) 2010 JT147
- (627719) 2010 JM173
- (627720) 2010 NW147
- (627721) 2010 QH5
- (627722) 2010 RD17
- (627723) 2010 RH49
- (627724) 2010 RK68
- (627725) 2010 RR89
- (627726) 2010 RD115
- (627727) 2010 RC129
- (627728) 2010 RY129
- (627729) 2010 RM133
- (627730) 2010 RN152
- (627731) 2010 RH198
- (627732) 2010 RS198
- (627733) 2010 RM210
- (627734) 2010 SR4
- (627735) 2010 SQ19
- (627736) 2010 SL21
- (627737) 2010 ST21
- (627738) 2010 SR37
- (627739) 2010 SG55
- (627740) 2010 TX13
- (627741) 2010 TM37
- (627742) 2010 TK72
- (627743) 2010 TA127
- (627744) 2010 TE138
- (627745) 2010 TG147
- (627746) 2010 TL147
- (627747) 2010 TF150
- (627748) 2010 TZ181
- (627749) 2010 TJ186
- (627750) 2010 TX198
- (627751) 2010 TT200
- (627752) 2010 TA202
- (627753) 2010 TY203
- (627754) 2010 TP205
- (627755) 2010 TW206
- (627756) 2010 TD220
- (627757) 2010 UA13
- (627758) 2010 UE19
- (627759) 2010 UD22
- (627760) 2010 UJ27
- (627761) 2010 UA40
- (627762) 2010 UO96
- (627763) 2010 UP98
- (627764) 2010 UR112
- (627765) 2010 UX112
- (627766) 2010 UR115
- (627767) 2010 UT115
- (627768) 2010 UH125
- (627769) 2010 UL125
- (627770) 2010 UQ126
- (627771) 2010 VR1
- (627772) 2010 VY1
- (627773) 2010 VD28
- (627774) 2010 VO45
- (627775) 2010 VA69
- (627776) 2010 VF107
- (627777) 2010 VW115
- (627778) 2010 VV120
- (627779) 2010 VF141
- (627780) 2010 VR141
- (627781) 2010 VE145
- (627782) 2010 VU191
- (627783) 2010 VO196
- (627784) 2010 VK213
- (627785) 2010 VN216
- (627786) 2010 VY226
- (627787) 2010 VA227
- (627788) 2010 VH227
- (627789) 2010 VE231
- (627790) 2010 VZ238
- (627791) 2010 VU240
- (627792) 2010 VK260
- (627793) 2010 VE262
- (627794) 2010 WO25
- (627795) 2010 WF36
- (627796) 2010 WT53
- (627797) 2010 WB63
- (627798) 2010 WC75
- (627799) 2010 WA77
- (627800) 2010 XS12
- (627801) 2010 XQ29
- (627802) 2011 AN28
- (627803) 2011 AO30
- (627804) 2011 AD86
- (627805) 2011 AG97
- (627806) 2011 BD45
- (627807) 2011 BG81
- (627808) 2011 BD106
- (627809) 2011 BY123
- (627810) 2011 BS131
- (627811) 2011 BG155
- (627812) 2011 BQ189
- (627813) 2011 BD194
- (627814) 2011 BV196
- (627815) 2011 CS94
- (627816) 2011 CT106
- (627817) 2011 CV109
- (627818) 2011 CP121
- (627819) 2011 ER11
- (627820) 2011 EG65
- (627821) 2011 EM67
- (627822) 2011 ET103
- (627823) 2011 FL37
- (627824) 2011 FR42
- (627825) 2011 FL53
- (627826) 2011 FO60
- (627827) 2011 FD117
- (627828) 2011 FN144
- (627829) 2011 GH85
- (627830) 2011 HT19
- (627831) 2011 KG37
- (627832) 2011 KH41
- (627833) 2011 QK82
- (627834) 2011 QJ83
- (627835) 2011 QP99
- (627836) 2011 RG24
- (627837) 2011 SA7
- (627838) 2011 SH50
- (627839) 2011 SB90
- (627840) 2011 SW105
- (627841) 2011 SJ146
- (627842) 2011 SW158
- (627843) 2011 SG179
- (627844) 2011 SC186
- (627845) 2011 SQ215
- (627846) 2011 SJ217
- (627847) 2011 SR221
- (627848) 2011 SR227
- (627849) 2011 SO291
- (627850) 2011 UA20
- (627851) 2011 US20
- (627852) 2011 UX22
- (627853) 2011 UR40
- (627854) 2011 UX44
- (627855) 2011 UA67
- (627856) 2011 UY72
- (627857) 2011 UN73
- (627858) 2011 UZ80
- (627859) 2011 UB81
- (627860) 2011 UR116
- (627861) 2011 UK139
- (627862) 2011 UF149
- (627863) 2011 US171
- (627864) 2011 UD238
- (627865) 2011 UE246
- (627866) 2011 UL249
- (627867) 2011 UC282
- (627868) 2011 UO311
- (627869) 2011 UY327
- (627870) 2011 UG353
- (627871) 2011 UP374
- (627872) 2011 UF388
- (627873) 2011 UG415
- (627874) 2011 UV431
- (627875) 2011 VM13
- (627876) 2011 WW8
- (627877) 2011 WX14
- (627878) 2011 WG35
- (627879) 2011 WM35
- (627880) 2011 WY38
- (627881) 2011 WK43
- (627882) 2011 WW93
- (627883) 2011 WY128
- (627884) 2011 WT146
- (627885) 2011 WD163
- (627886) 2011 XR
- (627887) 2011 YV4
- (627888) 2011 YY6
- (627889) 2011 YQ22
- (627890) 2011 YX32
- (627891) 2011 YN77
- (627892) 2011 YT84
- (627893) 2012 AT2
- (627894) 2012 AZ12
- (627895) 2012 AX16
- (627896) 2012 AZ28
- (627897) 2012 BP36
- (627898) 2012 BY65
- (627899) 2012 BT66
- (627900) 2012 BA70
- (627901) 2012 BK78
- (627902) 2012 BN95
- (627903) 2012 BV113
- (627904) 2012 BK124
- (627905) 2012 BX140
- (627906) 2012 BP150
- (627907) 2012 BT159
- (627908) 2012 BG163
- (627909) 2012 CT23
- (627910) 2012 CY28
- (627911) 2012 CW47
- (627912) 2012 CZ58
- (627913) 2012 DD2
- (627914) 2012 DM3
- (627915) 2012 DS71
- (627916) 2012 DA74
- (627917) 2012 HH69
- (627918) 2012 JB52
- (627919) 2012 JM63
- (627920) 2012 KG12
- (627921) 2012 MM14
- (627922) 2012 MR16
- (627923) 2012 PO1
- (627924) 2012 QC9
- (627925) 2012 QE54
- (627926) 2012 RH2
- (627927) 2012 RC31
- (627928) 2012 RT35
- (627929) 2012 RO44
- (627930) 2012 RH47
- (627931) 2012 SX8
- (627932) 2012 SB31
- (627933) 2012 SK44
- (627934) 2012 SM69
- (627935) 2012 TF14
- (627936) 2012 TM22
- (627937) 2012 TR51
- (627938) 2012 TA69
- (627939) Phyllisthornton
- (627940) 2012 TH72
- (627941) 2012 TE76
- (627942) 2012 TY116
- (627943) 2012 TY133
- (627944) 2012 TQ138
- (627945) 2012 TE144
- (627946) 2012 TZ144
- (627947) 2012 TQ203
- (627948) 2012 TW205
- (627949) 2012 TP254
- (627950) 2012 TS270
- (627951) 2012 TB304
- (627952) 2012 TW311
- (627953) 2012 TE321
- (627954) 2012 TH332
- (627955) 2012 TX349
- (627956) 2012 TO370
- (627957) 2012 TQ379
- (627958) 2012 UT29
- (627959) 2012 UV56
- (627960) 2012 UA103
- (627961) 2012 UB105
- (627962) 2012 UD117
- (627963) 2012 UX147
- (627964) 2012 UW159
- (627965) 2012 UW163
- (627966) 2012 UC228
- (627967) 2012 VW32
- (627968) 2012 VS53
- (627969) 2012 VN55
- (627970) 2012 VT55
- (627971) 2012 VR97
- (627972) 2012 VW110
- (627973) 2012 VC117
- (627974) 2012 XF40
- (627975) 2012 XN40
- (627976) 2012 XU52
- (627977) 2012 XW83
- (627978) 2012 XK121
- (627979) 2013 AF51
- (627980) 2013 AH54
- (627981) Ponzoni
- (627982) 2013 AB101
- (627983) 2013 AJ117
- (627984) 2013 BB10
- (627985) 2013 BA72
- (627986) 2013 BX84
- (627987) 2013 CD11
- (627988) 2013 CB23
- (627989) 2013 CM39
- (627990) 2013 CE69
- (627991) 2013 CS94
- (627992) 2013 CT103
- (627993) 2013 CO148
- (627994) 2013 CU185
- (627995) 2013 CE196
- (627996) 2013 CH201
- (627997) 2013 CK225
- (627998) 2013 CQ225
- (627999) 2013 CC229
- (628000) 2013 DN6